# Megokris
Megokris is een geslacht van kreeftachtigen uit de klasse van de Malacostraca (hogere kreeftachtigen).

## Soorten
- Megokris akademik Shinomiya & Sakai, 2006
- Megokris ghamrawyi Shinomiya & Sakai, 2006
- Megokris gonospinifer (Racek & Dall, 1965)
- Megokris granulosus (Haswell, 1879)
- Megokris halli Shinomiya & Sakai, 2006
- Megokris manihine Shinomiya & Sakai, 2006
- Megokris motohburiorum Shinomiya & Sakai, 2006
- Megokris pescadoreensis (Schmitt, 1931)
- Megokris sedili (Hall, 1961)